# Элана
«Элана» (пол. Elana Toruń) — польский футбольный клуб из города Торунь.

## История названий
- с 1968 — Спортивный клуб компании «Элана»
- с 2000 — Торуньский футбольный клуб
- с 2008 — Торуньский футбольный клуб «Элана»

## История
«Элана» была основана 28 июня 1968 года в качестве футбольной команды торуньского текстильного завода «Элана». В 1980 году команда объединилась с клубом «Виктория» (Торунь). До 1993 года «Элана» выступала в Третьей лиге. С 1994 года по 2022 год команда выступала во Второй, Третьей и Четвертой лиге. 
23 декабря 2021 года клуб снялся с соревнований в Третьей лиге.

## Достижения
- Вторая лига
  -  Бронзовый призёр (1): 1996/1997

- Третья лига
  -  Чемпион (2): 1992/1993, 1995/1996